# 西庄内村
西庄内村（にししょうないむら）は、大分県大分郡にあった村。現在の由布市の一部にあたる。

## 地理
- 河川：大分川[2]
- 山岳：雨乞岳、城ケ岳[2]

## 歴史
- 1889年（明治22年）4月1日、町村制の施行により、大分郡長野村、高岡村、畑田村、庄内原村、西村、中村、平石村が合併して村制施行し、西庄内村が発足[1][2]。旧村名を継承した長野、高岡、畑田、庄内原、西、中、平石の7大字を編成[2]。
- 1954年（昭和29年）11月1日、大分郡阿南村、東庄内村、南庄内村、阿蘇野村と合併し、庄内村を新設して廃止された[1][2]。

## 産業
- 農業